# Rhamnella
Rhamnella ist eine Gattung innerhalb der Familie der Kreuzdorngewächse (Rhamnaceae). Die etwa zehn Arten sind in Asien verbreitet.

## Beschreibung

### Vegetative Merkmale
Rhamnella sind immergrüne oder laubabwerfende Sträucher oder kleine Bäume. Die Laubblätter sind wechselständig angeordnet.

### Generative Merkmale
Die Blüten stehen als end- oder seitenständige, doldenförmige, gestauchte Zymen. Der Blütenbecher ist becher- bis schalenförmig. Die Kelchblätter sind achszugewandt gekielt. Der entweder mit dem Blütenbecher verwachsene oder diesen ausfüllende Diskus ist von auffälliger Gestalt. Der Fruchtknoten ist halbunterständig.
Die Früchte sind Steinfrüchte mit einem einfächrigen Steinkern. Das Endokarp ist äußerst hart und unvollständig ein- oder zweifächrig.

## Verbreitung und Systematik
Die Gattung Rhamnella wurde 1867 durch Friedrich Anton Wilhelm Miquel in Prol. Fl. Japón. 218 aufgestellt. Typusart ist Rhamnella japonica  Miq.
Die Gattung Rhamnella gehört zur Tribus Rhamneae innerhalb der Familie Rhamnaceae.
Die Gattung Rhamnella umfasst seit 2020 zehn bis elf Arten, die beispielsweise in Zentralchina, Korea und Japan verbreitet sind. Zehn Arten kommen in China vor, sieben davon nur dort. Im Himalaya finden sie sich in Höhenlagen von bis zu 3000 Metern.
Die Gattung Rhamnella enthält zehn bis Arten:
- Rhamnella brachycarpa Z.Qiang Lu & Y.Shuai Sun: Sie wurde 2019 erstbeschrieben. Sie wurde bisher nur an drei Fundorten auf Chinas größter Insel Hainan gefunden. Sie wurde als CR = „Critically Endangered“ = „vom Aussterben bedroht“ eingestuft.[5]
- Rhamnella caudata Merr.: Dieser Endemit kommt im nordöstlichen Guangdong vor.[1]
- Rhamnella forrestii W.W.Smith: Sie gedeiht in Höhenlagen von 2000 bis 3000 Metern im östlichen bis südöstlichen Tibet und in den chinesischen Provinzen südwestliches bis westliches Sichuan sowie nordwestliches Yunnan.[1]
- Rhamnella franguloides (Maxim.) Weberb. (Syn.: Rhamnella japonica  Miq., Rhamnella obovalis C.K.Schneider.): Sie gedeiht in Höhenlagen unterhalb von 1100 Metern in den chinesischen Provinzen Anhui, Hebei, Henan, westliches Hubei, Hunan, Jiangsu, Jiangxi, südliches Shaanxi, südliches Shanxi, Shandong und Zhejiang.[1]
- Rhamnella gilgitica Mansf. & Melch.: Sie kommt in Kaschmir, im südöstlichen Tibet und in den chinesischen Provinzen südwestliches Sichuan sowie nordwestliches Yunnan vor.[1]
- Rhamnella intermedia Z.Qiang Lu & Y.Shuai Sun: Sie wurde 2020 erstbeschrieben. Bisher sind nur zwei Fundorte bekannt: Pingxiang sowie Daxin im südwestlichen Guangxi.[2]
- Rhamnella julianae C.K.Schneid.: Sie gedeiht in der Strauchschicht von Wäldern an Hängen in Höhenlagen von 1000 bis 1600 Metern in den chinesischen Provinzen Hubei, Sichuan sowie Yunnan vor.[1]
- Rhamnella martini (H.Lév.) C.K.Schneid.: Sie kommt in Nepal, im südöstlichen Tibet in den chinesischen Provinzen nördliches Guangdong, Guizhou, westliches Hubei, Sichuan sowie Yunnan.[1]
- Rhamnella rubrinervis (H.Lév.) Rehder: Sie kommt in Vietnam und in den chinesischen Provinzen Guangdong, Guangxi, Guizhou, Yunnan vor.[1]
- Rhamnella tonkinensis (Pit.) T.Yamaz.: Sie kommt in Vietnam vor.
- Rhamnella wilsonii C.K.Schneid.: Sie gedeiht in Höhenlagen von 2000 bis 3000 Metern im östlichen Tibet und westlichen Sichuan.[1]

## Nachweise
1. 1 2 3 4 5 6 7 8 9 10 11 12  
Yilin Chen, Carsten Schirarend: Rhamnaceae, In: Wu Zheng-yi, Peter H. Raven, Deyuan Hong (Hrsg.): Flora of China. Volume 12: Hippocastanaceae through Theaceae. Science Press und Missouri Botanical Garden Press, Beijing und St. Louis 2007, ISBN 978-1-930723-64-1, Rhamnella., S. 131–133 – textgleich online wie gedrucktes Werk.
2. 1 2 3 4  
Zhiqiang Lu, Yongshuai Sun: Rhamnella intermedia (Rhamnaceae), a new evergreen species from southwest Guangxi. In: PhytoKeys. Volume 159, 2020, S. 115–126. doi:10.3897/phytokeys.159.53177.
3. 1 2 3 4  
D. Medan, C. Schirarend: Rhamnaceae. In: Klaus Kubitzki (Hrsg.): The Families and Genera of Vascular Plants. Volume VI: Flowering Plants – Dicotyledons – Celastrales, Oxalidales, Rosales, Cornales, Ericales, Springer, 2004, ISBN 3-540-06512-1, eingeschränkte Vorschau in der Google-Buchsuche.
4. ↑  
Rhamnella im Germplasm Resources Information Network (GRIN), USDA, ARS, National Genetic Resources Program. National Germplasm Resources Laboratory, Beltsville, Maryland. Abgerufen am 27. April 2017.
5. 1 2 3  
Zhiqiang Lu, Yongshuai Sun: Rhamnella brachycarpa (Rhamnaceae), a new species from Hainan Island, China. In: PhytoKeys. Volume 132, 2019, S. 19–29, doi:10.3897/phytokeys.132.36776.